# Museo di storia naturale dell'Accademia dei Fisiocritici

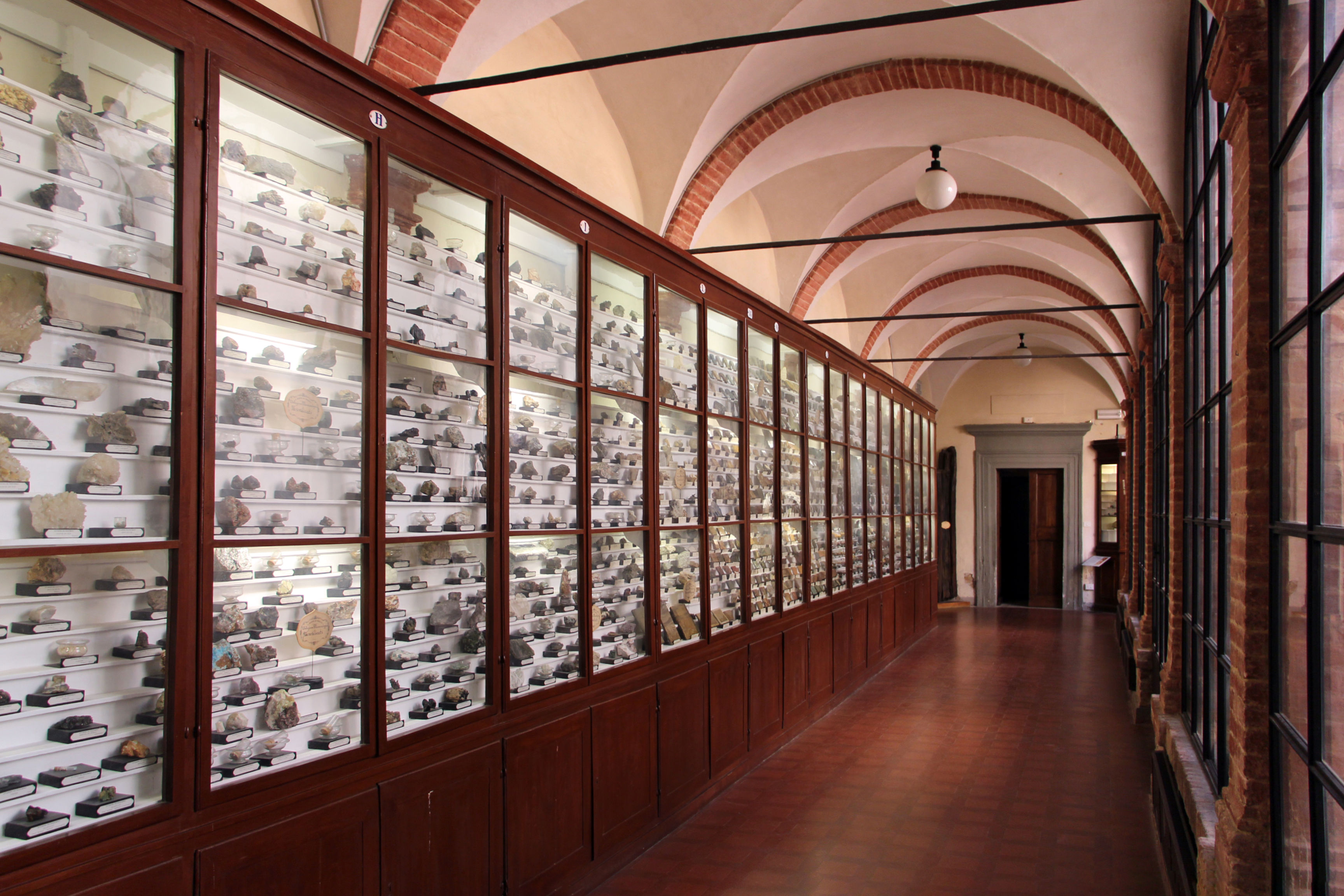
La sezione di mineralogia

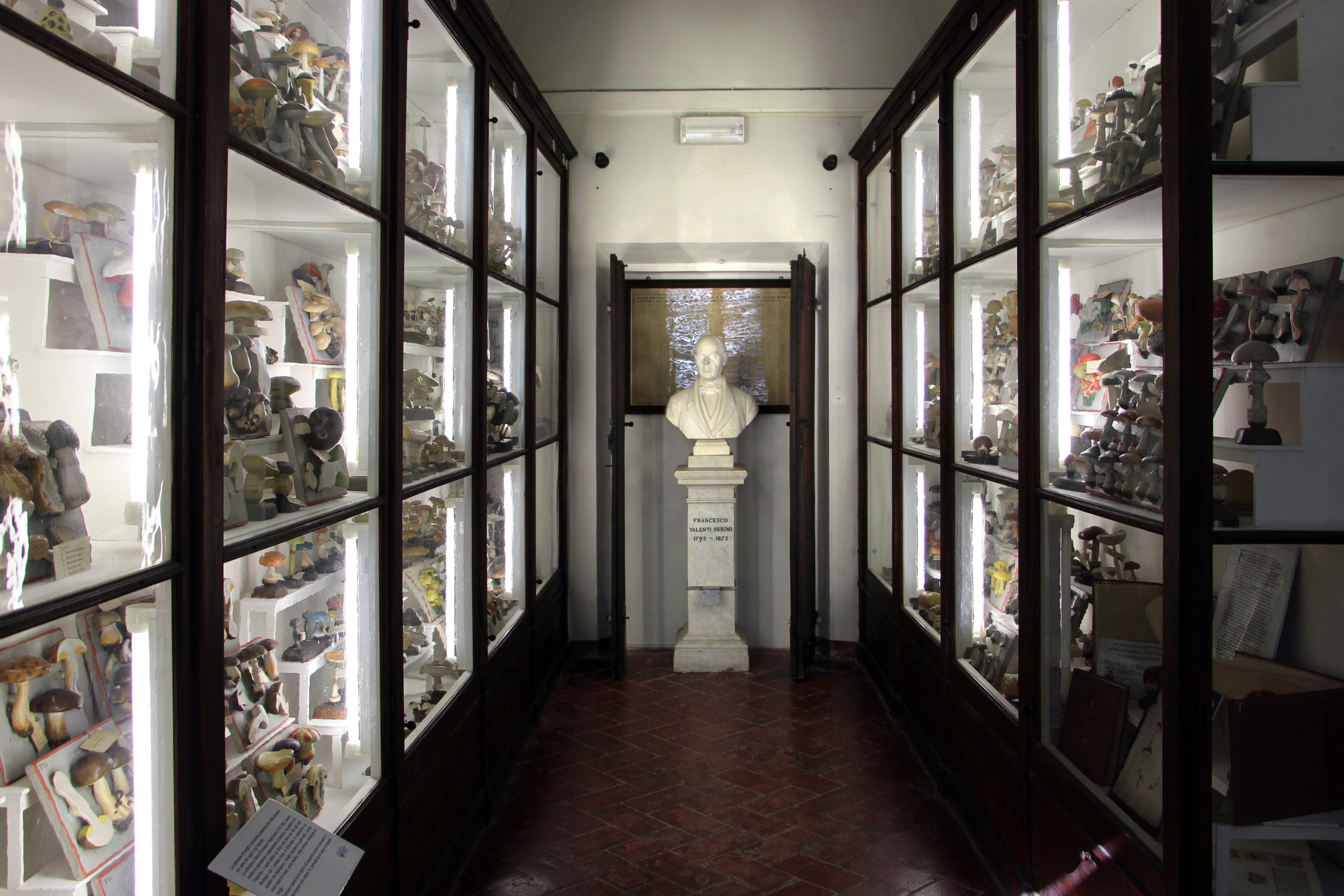
Sezione di Botanica

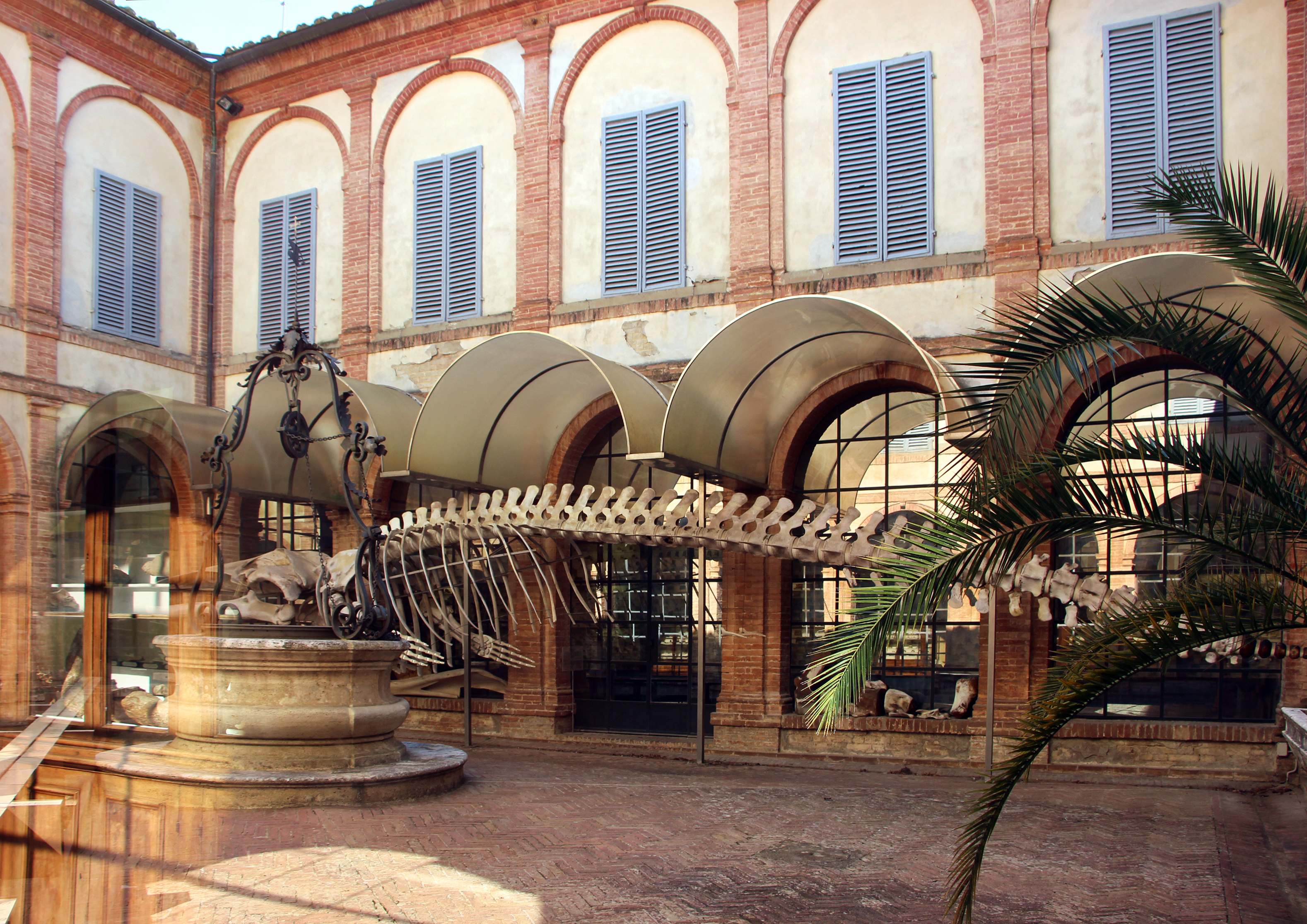
Scheletro di balenottera nel chiostro

Il Museo di storia naturale dell'Accademia dei Fisiocritici (conosciuto anche con l'acronimo di MUSNAF) costituisce parte integrante dell’Accademia, insieme alla Biblioteca e all’Archivio storico, ed è collocato dal 1816 nell’ex convento di Santa Mustiola, appartenuto all’ordine camaldolese e risalente al XII secolo.
Il museo riveste un ruolo primario nella realizzazione degli scopi istituzionali dell’Accademia, quali la divulgazione della scienza e la promozione della tutela dell’ambiente.
È articolato in quattro sezioni principali (geologica, zoologica, anatomica e botanica) e in una serie di raccolte minori. Le collezioni in esposizione sono situate per la maggior parte sui due piani delle gallerie del chiostro che circonda una corte in cui si trova un pozzo risalente alla fine del XVI secolo; altre raccolte si trovano in alcune sale del piano terreno e nei locali del seminterrato. Il fascino di un criterio ostensivo ottocentesco è mantenuto inalterato dalla sistemazione delle collezioni in antiche vetrine, tale da rendere adeguata la definizione di “museo nel museo”. Grazie alla provenienza prevalentemente regionale delle collezioni, il museo può essere definito una “finestra” da cui osservare la storia naturale della Toscana meridionale.

## Storia
L'Accademia dei Fisiocritici ha origine a Siena nel 1691 con la fondazione della stessa istituzione. Ha sede attuale nella piazzetta dedicata a Silvio Gigli, a pochi passi dal palazzo Venturi Gallerani e dal palazzo Bambagini Galletti.
Il nucleo originario del Museo si data alla seconda metà del XVIII secolo: è molto probabile che in precedenza i Fisiocritici possedessero solamente strumentazione scientifica, accumulata fra la fine del Seicento e i primi del Settecento, a cui successivamente si sarebbero aggiunte importanti collezioni di produzioni naturali del territorio senese, costituite da minerali, rocce e fossili. L’incremento delle raccolte museali continuò quindi sia con l’acquisto, sia con numerose donazioni, durante tutto l’Ottocento e il Novecento e prosegue tuttora. Dopo la Seconda guerra mondiale il museo fu chiuso al pubblico e fu riaperto solo nel 1972, al termine dei lavori di ristrutturazione della sua sede. Negli anni 2000 l’edificio fu reso totalmente accessibile ai disabili; contemporaneamente furono recuperati i locali del seminterrato, trasformandoli in una prosecuzione del percorso museale con spazi per mostre temporanee ed esposizioni permanenti. Attualmente il Museo prosegue la sua opera di informatizzazione delle collezioni e utilizza le nuove tecnologie per superare gli ostacoli di un’esposizione di tipo ottocentesco: ha infatti prodotto cataloghi pubblicati online, una app, un percorso di touch screen e cornici digitali nelle varie sale, così da ampliare la fruibilità e favorire tutti i tipi di pubblico.

## Sezione geologica
La sezione geologica include collezioni di minerali, fossili e rocce. Molti degli esemplari sono esposti negli originali supporti sette-ottocenteschi, come vasetti, vaschette e ampolline di vetro.
Le collezioni comprendenti minerali e relativi prodotti metallurgici provenienti da svariate miniere della Toscana meridionale, sfruttate già in epoca etrusca e oggi prive di attività estrattiva, rivestono un ruolo importante. I materiali esposti sono originari di vari paesi e offrono un’estesa panoramica della geodiversità del globo terrestre. Per quanto riguarda le collezioni di rocce, esse hanno principalmente un interesse locale (provincia di Siena, Monte Amiata e miniere della Toscana meridionale). I fossili provengono soprattutto dal sud della regione e interessano un arco temporale che si estende dal Carbonifero (circa 300 milioni di anni fa) all’Olocene (da circa 12.000 anni fa fino ad oggi). Tuttavia la maggior parte dei reperti proviene dal Bacino Pliocenico di Siena, l’ampio bacino marino che occupava questo territorio tra i 5 e i 3 milioni di anni fa.
Tra i reperti di provenienza estera si possono osservare i peli di un cucciolo di mammuth siberiano (Mammuthus primigenius) e tre denti di megalodonte (Carcharocles megalodon), un grandissimo squalo oggi estinto, raccolti a Malta.

### Terre bolari
La collezione è composta da 60 campioni di sedimenti ocracei colorati vivacemente (dal giallo al marrone, fino a tonalità rosse, arancio e verdi) e che in passato erano usati come coloranti naturali di qualità. Le terre bolari presenti nel Museo, più note come “terre di Siena”, si sono originate 150.000 anni fa circa in piccoli bacini lacustri della zona del Monte Amiata, come conseguenza dell’attività di alcuni batteri.

### "Marmi" del Duomo di Siena
Tutti i 23 tipi di pietre ornamentali (in senso merceologico “marmi”) utilizzati nella costruzione della cattedrale (XII-XIV secolo) sono esposti nella collezione. Le pietre scure sono “serpentiniti” provenienti da diverse zone della Toscana, il “rosso ammonitico” è estratto presso Gerfalco (Grosseto) e i marmi veri e propri presso la Montagnola Senese. La conoscenza dei tipi di rocce impiegati e delle loro cave di estrazione è fondamentale per la realizzazione di interventi di manutenzione della struttura.

### Invertebrati marini fossili
La raccolta offre una rassegna della biodiversità degli invertebrati che abitavano il Bacino pliocenico di Siena tra i 5 e i 3 milioni di anni fa: si trovano in esposizione madrepore, resti di crostacei, una stella marina quasi completa, teche di ricci di mare e centinaia di molluschi, alcuni dei quali caratteristici dei mari tropicali e subtropicali e adesso non più presenti nel Mediterraneo.

### Vertebrati marini fossili
L’ampio mare che alcuni milioni di anni fa ricopriva il territorio senese ha prodotto sedimenti ricchi di vertebrati fossili: nelle vetrine possono essere osservati denti di squalo, denti e vertebre di delfini, resti appartenenti ad un mammifero acquatico (Metaxytherium subapenninum) simile all’attuale dugongo e ossa di balene. Sono significativi i reperti di balena scoperti nel 1854 a Siena in pieno centro.

### Mammiferi terrestri fossili
I molti resti appartenenti a mammiferi terrestri sono risalenti principalmente al Pliocene (5,3-2,6 milioni di anni fa) e al Pleistocene (2,6-12.000 anni fa) e sono una testimonianza delle condizioni climatiche differenti da quelle odierne. Rinoceronti, elefanti, cavalli e cervi provengono dalle zone circostanti Siena; ippopotami e mammuth dalla Val di Chiana; bisonti, orsi, antilopi e iene dal Valdarno Superiore. Su di una parete sono esposti i peli di un mammuth (Mammuthus primigenius) rinvenuto nel permafrost della Siberia e vissuto più di 10.000 anni fa.

### Microfossili di Ambrogio Soldani
All’abate Ambrogio Soldani (1736-1808), ritenuto un pioniere della micropaleontologia e della biologia marina, è dedicata una sala in cui sono raccolti vari materiali connessi alla sua attività di scienziato: una scheggia della pioggia di meteoriti verificatasi vicino a Siena nel 1794, alcune copie delle sue opere principali ed una cassettiera dell’800 che custodisce la raccolta di microfossili descritti nella monumentale opera Testaceographiae ac Zoophytographiae parvae et microscopicae, contenuti in preparati da microscopia e vasi di vetro.

### Fossili delle Ligniti di Grosseto
Numerosi fossili di mammiferi e rettili, risalenti a circa 8 milioni di anni fa, sono stati rinvenuti in giacimenti di lignite della Maremma Toscana. Nonostante sia formata da reperti frammentari, la collezione dei Fisiocritici è la più completa tra quelle originarie di questi giacimenti, comprendendo resti di tartarughe, coccodrilli, ungulati e, in particolare, della scimmia Oreopithecus bambolii e della lontra Paludolutra campanii.

### Minerali
Comprendente 1206 campioni provenienti dall’Italia e dall’estero, la collezione generale di minerali ordina i reperti sulla base della composizione chimica e dell’aspetto cristallino. La Toscana meridionale è molto rappresentata, essendo tradizionalmente uno dei principali distretti minerari d’Italia. Spiccano campioni di zolfo, agata, malachite e labradorite per i loro colori ed un geode di ametista viola per il diametro di oltre mezzo metro.

### Acque minerali
Nella collezione si trovano 26 bottiglie contenenti acqua prelevate dalle sorgenti termali della provincia di Siena. La raccolta fu realizzata in occasione della X Riunione degli Scienziati Italiani del 1862, ospitata dall'Accademia dei Fisiocritici. Un nastrino tricolore è ancora presente al collo di alcune bottiglie a memoria dell’evento storico dell’Unità d’Italia.

## Sezione zoologica
La sezione zoologica è andata formandosi progressivamente nel corso dell’Ottocento. Alla sua nascita e crescita hanno contribuito in particolar modo gli abati Massimiliano Ricca e Francesco Baldacconi, il barone Bettino Ricasoli, il naturalista senese Apelle Dei e i preparatori Sigismondo Brogi, Lazzaro Bonaiuti e Rutilio Panti. 
Le collezioni qui contenute comprendono numerosi campioni di vertebrati naturalizzati (cioè imbalsamati in posizioni naturali), scheletri, esemplari in alcool, scatole di insetti e conchiglie di molluschi, il tutto esaltato da un’esposizione di tipo ottocentesco. Sono soprattutto ricche le collezioni di uccelli (con quasi 3000 esemplari) e mammiferi (circa 700 reperti), provenienti da tutto il mondo, tra cui possono essere osservate moltissime specie rare ed addirittura una specie estinta.
Grazie a lasciti e donazioni, le collezioni sono soggette ad un incremento costante, in particolar modo quella riguardante i mammiferi marini: il recupero continuo di animali morti spiaggiatisi sulle coste della Toscana costituisce un contributo importante della Sezione all’attività di ricerca dell’Osservatorio Toscano per la Biodiversità – grazie ad una consolidata collaborazione – e di dipartimenti universitari.

### Invertebrati marini
Un’ampia panoramica della diversità marina è offerta dai numerosi esemplari a secco e in alcool: nelle teche possono essere osservate spugne (Poriferi), madrepore e coralli (Cnidari), spirografi (Anellidi), stelle marine e ricci di mare (Echinodermi), crostacei (Artropodi) e ascidie (Cordati).
Alcuni degli animali più grandi e curiosi sono un grosso astice (Homarus gammarus), due limuli (Limulus polyphemus) e un ladro dei cocchi (Birgus latro).
Gran parte dei reperti in alcool (alcune centinaia di barattoli, perlopiù provenienti dal Golfo di Napoli) sono conservati in deposito.

### Parassiti
Questa raccolta è composta da reperti conservati in alcool, tra i quali sono presenti soprattutto parassiti intestinali come tenie (Platelminti), ascaridi (Nematodi) e acantocefali (Acantocefali).
La collezione è completata da una ricca raccolta storica di preparati didattici in cera che rappresentano alcune tra le specie più importanti per la salute dell’uomo e degli animali domestici.

### Molluschi
Comprendente diverse migliaia di conchiglie provenienti dai Tropici e dal Mediterraneo, questa collezione è composta inoltre da alcuni preparati in alcool e da una raccolta di molluschi terrestri e di acqua dolce della Toscana assemblata nell’Ottocento da Silverio Bonelli.
Vi figurano inoltre un’interessante collezione di cipree, alcune conchiglie con il guscio decorato con incisioni (tra cui uno “shankha”) e un’enorme tridacna gigante (Tridacna gigas), consegnata al Museo a seguito di un sequestro doganale. Tra il 2010 e il 2017 è stata arricchita da due corpose raccolte private di conchiglie mediterranee e tropicali.

### Insetti
Il percorso museale espone una selezione di scatole di insetti che appartengono a collezioni storiche comprendenti esemplari locali ed esotici. Farfalle e scarabei tropicali spiccano per colori e dimensioni.
Sono in esposizione anche costruzioni di insetti sociali, come nidi di ape e vespa, e un favo di calabroni (Vespa crabro) di dimensioni notevoli.
La maggior parte delle scatole entomologiche, contenenti circa 30.000 esemplari, è tuttavia conservata in deposito.

### Pesci
Quasi la totalità del materiale esposto è storico. Sono reperti importanti alcune specie rare come la lampreda marina (Petromyzon marinus) e lo storione (Acipenser sturio), affiancati da esemplari curiosi come il cavalluccio marino (Hippocampus hippocampus), il pesce luna (Mola mola) e la rana pescatrice (Lophius piscatorius). La collezione comprende anche una piccola raccolta di pesci cartilaginei, tra cui un esemplare di squalo elefante (Cetorhinus maximus) di 3 metri circa, catturato nel 1976 presso Livorno.
Oltre ai preparati imbalsamati sono presenti molti reperti in alcool, in gran parte relativi a specie marine provenienti dal Golfo di Napoli, custoditi in deposito. Tra le poche specie d’acqua dolce figura un grosso esemplare di Channa micropeltes, finora l’unico rinvenuto in acque libere in Europa.

### Rettili e anfibi
Include un piccolo numero di anfibi italiani e vari rettili sia locali che extraeuropei, in alcool o naturalizzati. Tra i preparati merita particolare attenzione un cilindro ottocentesco contenente girini nei diversi stadi di crescita, così da riassumere lo sviluppo della rana dall’uovo all’adulto.
Sono numerosi i reperti di specie esotiche: un carapace di testuggine raggiata (Astrochelys radiata) proveniente dal Madagascar, uno scheletro di pitone (Python molurus) ed altri esemplari naturalizzati di varano (Varanus niloticus), camaleonte (Chamaeleo chamaeleon), pitone (Python sebae), boa (Boa constrictor) e coccodrillo (Crocodylus niloticus).
I numerosi reperti in alcool custoditi in deposito comprendono specie molto interessanti, tra cui un tuatara della Nuova Zelanda (Sphenodon punctatum) ed esemplari storici di provenienza senese appartenenti a specie attualmente rare o scomparse in questo territorio.

### Uccelli
Quella dell'Accademia dei Fisiocritici costituisce per importanza la terza raccolta ornitologica in Toscana, con circa 3000 esemplari appartenenti a più di 800 specie diverse.
Costituita principalmente da reperti naturalizzati, la collezione comprende quasi tutte le specie che si possono trovare in Toscana, insieme a molti uccelli esotici. Sono comprese due specie di pappagalli della Nuova Zelanda in pericolo di estinzione, il kakapo (Strigops habroptila) e il kaka (Nestor meridionalis), e l’ormai estinto chiurlo boreale (Numenius borealis).
La collezione è frutto della fusione tra i reperti raccolti dai Fisiocritici e varie raccolte donate da privati (tra cui Bettino Ricasoli) e istituti scolastici.

### Mammiferi
Questa raccolta costituisce, dopo quella degli uccelli, la più importante della Sezione Zoologica (con quasi 700 reperti di circa 150 specie diverse). Il gruppo delle specie esotiche comprende molti reperti interessanti: esemplari naturalizzati di echidna (Tachyglossus aculeatus), ornitorinco (Ornithorhynchus anatinus), vari marsupiali, formichiere gigante (Myrmecophaga tridactyla), grandi felini e scimmie. Accanto ai reperti naturalizzati è in mostra anche un gruppo di scheletri montati, tra i quali spicca per grandezza una giraffa (Giraffa camelopardalis).

### Cetacei
Tale raccolta comprende oltre 150 esemplari di mammiferi marini, per la maggior parte non esposti. Suo fiore all’occhiello è uno scheletro lungo 15 metri di balenottera comune (Balaenoptera physalus), recuperato a Piombino e adesso esposto nella corte interna. Altri reperti molto affascinanti sono gli esemplari naturalizzati di tursiope (Tursiops truncatus) e grampo (Grampus griseus), un feto di stenella (Stenella coeruleoalba) conservato in alcool e uno scheletro di cogia di Owen (Kogia simus) (si tratta del primo esemplare di questa specie ritrovato nel Mediterraneo).

## Sezione anatomica
La sezione anatomica è ospitata nella sala, sul piano rialzato del Museo, dedicata a Paolo Mascagni (1755-1815), grande scienziato di origini toscane. È ritenuto l’anatomista che ha descritto dettagliatamente l’organizzazione del sistema linfatico nei suoi particolari. La sezione conserva i materiali scientifici, documentari e storici, tra cui le tavole della sua opera Anatomia universa, i preparati anatomici umani, la sua preziosa biblioteca e le carte dell’archivio personale.
Sono esposti, al secondo piano della sala, animali domestici affetti da malformazioni e 70 pezzi anatomici pietrificati, ovvero reperti in prevalenza umani (feti e organi) conservati a secco grazie a una tecnica ideata da Francesco Spirito (1885-1962) nella prima metà del XX secolo.

### Preparati anatomici umani
Un mobile ottagonale mette in mostra alcuni dei preparati anatomici umani realizzati da Paolo Mascagni nella seconda metà del XVIII secolo durante i suoi studi sul sistema linfatico. La tecnica rivoluzionaria da lui elaborata consisteva in iniezioni di mercurio nei grandi vasi linfatici, che si propagava grazie alla gravità nel reticolo adiacente così da metterlo in rilievo.

### Anatomia universa
Paolo Mascagni lavorò per circa trent’anni a un grande atlante per gli studenti di medicina, l’Anatomia universa (1823-1831). Si tratta di un’opera unica nel suo genere, composta da 44 tavole che mostrano il corpo umano in tutte le sue parti a grandezza naturale. Cornici in noce dell’800 appese alle pareti ospitano le tavole di una preziosissima edizione a colori.

### Malformazioni animali
Accanto alla collezione di Francesco Spirito presente al secondo piano, due vetrine contengono diversi esemplari di animali domestici colpiti da malformazioni congenite: gemelli siamesi di agnello e vitello, feti “mostruosi” di piccoli animali e zampe di polli con dita in eccesso. Collezioni del genere erano molto di moda nei musei di storia naturale nell’Ottocento.

## Sezione botanica
La sezione botanica comprende varie collezioni: i funghi in terracotta di Francesco Valenti Serini (1795-1872) sono collocati al pianterreno, nell’omonima sala, il suo erbario di licheni si trova nella sala Bartalini ed una raccolta di sezioni sottili di parti legnose si trova nella sala Gabbrielli. La sala botanica, nel seminterrato, accoglie collezioni appartenenti all’adiacente Museo Botanico dell’Università di Siena ed ospita erbari, una raccolta di semi, frutti e radici (Spermoteca) e una di sezioni di tronchi e rami (Xiloteca).

### Funghi in terracotta
Tra le più importanti collezioni del museo, la ricca raccolta di funghi in terracotta dipinta fu realizzata dal medico Francesco Valenti Serini (1795-1872) per istruire la gente comune nel distinguere le specie commestibili da quelle velenose. La collezione è composta da più di 1600 esemplari in rilievo e da 165 tavolette e rappresenta l’unione perfetta tra gusto estetico e rigore scientifico.

### Spermoteca e xiloteca
La collezione di semi e frutti (spermoteca), che comprende anche radici ed altre parti essiccate di vegetali, è stata allestita tra 1875 e 1920. I reperti, conservati in barattoli di vetro, sono appartenenti in particolar modo a specie di interesse medico, alimentare ed economico. La raccolta comprende anche gomme, resine ed altri prodotti ricavati da tali piante. Risalente al 1920, la xiloteca include sezioni di rami e tronchi appartenenti alle specie arboree che ancora oggi possono essere osservate nel vicino orto botanico.

### Erbari
L’Accademia dei Fisiocritici conserva campioni di erbario sia storici che moderni; i più antichi risalgono al 1780 (erbario Bartalini) e al 1850 (erbario Valenti Serini). Nella Sala Botanica nel seminterrato è in esposizione una pressa usata per la preparazione di campioni essiccati; alle pareti si può ammirare l’erbario figurato di Biagio Bartalini (1750-1822), incorniciato a giorno. Le trenta tavole furono realizzate in carta filigranata e ad acquerello nel 1773 e riproducono foglie e altri apparati vegetali.

## Curiosità e cimeli
In aggiunta alle collezioni pertinenti alle quattro sezioni principali, nel Museo sono esposti e conservati reperti e curiosità di diverso tipo. Testimonianze della vita accademica sono raccolte nella sala Gabbrielli, con fotografie e ritratti di alcuni dei presidenti e vetrine con “mirabilia”, cioè oggetti curiosi appartenenti alle più disparate tipologie raccolti in una sorta di “camera delle meraviglie”. Altre collezioni in esposizione nelle sale del piano terra e del seminterrato sono composte da modelli astronomici, reperti archeologici e strumenti scientifici e di misura. Inoltre, la meridiana a camera oscura nel pavimento dell’Aula Magna, il modello di Sistema Solare e la macchina del vuoto (esposta nel seminterrato) sono preziosi strumenti per la didattica e la divulgazione delle scienze.

### Mirabilia
Le vetrine presenti nella sala Gabbrielli custodiscono una grande varietà di reperti storici e curiosità, tra cui la pietra di paragone, emblema dell’accademia, e antichi strumenti scientifici. Fra i reperti storici compaiono una mezza noce di cocco intagliata, usata come tazza da Napoleone Bonaparte in persona, dei pregiatissimi guanti tessuti interamente in bisso marino, utensili e armi di nativi americani, 17 sfere di “marmo” lavorato e manufatti in legno e avorio magnificamente intarsiati.

### Astronomia
Il percorso astronomico comincia nel primo locale del seminterrato con un’esposizione di modelli di telescopi, antichi cannocchiali, una sfera armillare seicentesca e globi terrestri ottocenteschi. Il percorso continua nella cisterna, nella quale è allestito un modello del Sistema Solare che, tramite un apposito software, illustra il movimento dei pianeti intorno al Sole. Nella sala Gabbrielli è in mostra un piccolo planetario di pregiata fattura, risalente alla fine del Settecento.

### Archeologia
Le raccolte di reperti archeologici comprendono una piccola collezione paletnologica (nella sala Bartalini) e alcune urne etrusche (nel seminterrato). La prima di queste raccolte è costituita da manufatti litici e utensili di metallo, risalenti ad un periodo che si estende dal Paleolitico medio fino al periodo etrusco e romano. Provenienti da Asciano e dalla Val d’Orcia, le urne sono collocate in un ipogeo allestito come rappresentazione scenografica di una tomba etrusca.

### Strumenti di misura
La collezione metrologica, ospitata nella sala Ricasoli, è una raccolta storica di strumenti di misura impiegati nelle transazioni commerciali, donata dalla Camera di Commercio di Siena. Comprende strumenti per la misura dei volumi e delle lunghezze, varie serie di pesi, bilance, livelle, termometri, calibri ed altro ancora. Figurano nella collezione anche pesi contraffatti, sequestrati ai commercianti negli anni Ottanta del secolo scorso.

### Macchina del vuoto
Lo spazio didattico del seminterrato è spesso utilizzato per esperimenti e attività divulgative con l’impiego della macchina del vuoto, una ricostruzione moderna della pompa pneumatica costruita alla fine del Seicento dai Fisiocritici per la dimostrazione dell’esistenza e degli effetti del vuoto. L’originale fu progettata da Pirro Maria Gabbrielli sul modello di quella del fisico irlandese Robert Boyle e fu utilizzata per esperimenti pubblici e privati per tutto il Settecento.

### Meridiana
Una meridiana a camera oscura (eliometro) fu costruita nel 1848 sul pavimento dell’Aula Magna per indicare il mezzogiorno locale: tutti i giorni, alla stessa ora, un raggio solare filtrava da un foro nella parete ed illuminava una linea, circondata da lastre di marmo con iscrizioni e simboli astronomici, sul pavimento. Il foro gnomonico fu ostruito nel 1966, ma nel 2002 la meridiana fu di nuovo attivata grazie a un congegno elettronico che, con una luce artificiale, simula il moto solare.